# Pilea pterocaulis
Pilea pterocaulis är en nässelväxtart som beskrevs av Otto Stapf. Pilea pterocaulis ingår i släktet pileor, och familjen nässelväxter. Inga underarter finns listade i Catalogue of Life.